# Carmine Fotia
Carmine Fotia (Reggio Calabria, 9 aprile 1955) è un giornalista e politico italiano.

## Biografia
Si trasferisce a Roma nel 1969, dove frequenta il Liceo Scientifico Archimede nel quartiere Nuovo Salario a 2 chilometri dal Tufello e partecipa ai movimenti postsessantottini, diventandone uno dei leader. Nel 1980 comincia la sua carriera giornalistica presso il manifesto dove rimane per tredici anni, ricoprendo gli incarichi di notista politico, capo della sezione interni, inviato speciale.
Nel 1993 diventa direttore di Italia Radio, la radio del PDS e poi dei DS, che trasforma in radio dei progressisti, gestita da una cooperativa di giornalisti. In quello stesso periodo viene eletto consigliere comunale a Roma alla prima elezione di Francesco Rutelli, e ricopre l'incarico di delegato del sindaco per l'educazione alla legalità. Nel 1996 si dimette dalla carica e diventa vicedirettore del Tg di Tmc, ove rimane fino al 2010, seguendone la trasformazione in LA7. In tv realizza numerosi programmi d'inchiesta, oltre a essere responsabile dei progetti news sul digitale terrestre, e responsabile dei Tg sportivi. Nell'estate del 2000 vince il premio "Festival Internazionale della televisione - città di Trieste" per la sua trasmissione TMC Reporter. Con Antonio Roccuzzo ha curato il volume Palermo/Leoluca Orlando (Milano, Mondadori, 1990 ristampato nel 1992 nella collana "Bestseller saggi"); con Giovanni Pellegrino il volume Il processo Andreotti: Palermo chiama Roma (Milano, Lupetti - Lecce, Manni, 1995). Ha scritto numerosi saggi e un thriller di fantapolitica, Italianera . Dal 2010 al 2013 è direttore de Il Romanista ed è presidente del consiglio d'amministrazione. Attualmente lavora presso l'Ufficio Stampa del Campidoglio, dove si occupa della comunicazione dell'Assessorato ai Lavori Pubblici, Protezione Civile, Progetti Speciali, Coordinamento delle attività della Giunta per il  Giubileo 2025.

## Opere principali
- Intorno al delitto (Lecce, Manni editori, 1998)
- Intorno al giallo (Roma, Accademia degli Incolti, 1999)
- Una donna contro - Cristina Matranga (Roma, Accademia degli Incolti, 2001)
- Roma Città Futura (Lecce, Manni editori, 2006)
- La Rovina Romana (Roma, Gaffi, 2009)
- Pd Anno Zero, libro-intervista a Goffredo Bettini (Roma, Gaffi, 2009)
- Italianera (Fuorionda, 2011)
- Carte segrete: Roma, l'Italia e il Pd tra politica e vita, libro-intervista a Goffredo Bettini, Reggio Emilia, Aliberti editore, 2013